# This mountain life
This mountain life és un documental canadenc dirigit per Grant Baldwin i estrenat el 2018. La pel·lícula se centra en diversos habitants de la província de la Colúmbia Britànica i les seves relacions amb el paisatge de muntanya, com una mare i una filla que emprenen una caminada de 2.300 quilòmetres per les Muntanyes de la Costa, una parella de supervivents d'allaus i un grup de monges catòliques que viuen en un convent aïllat a la serra Garibaldi.
La pel·lícula es va estrenar al Festival Internacional de Cinema de Vancouver del 2018.